# Aloysius Balina
Aloysius Balina (* 21. Juni 1945 in Isoso, Tanganjika; † 6. November 2012 in Mwanza, Tansania) war ein tansanischer Geistlicher und römisch-katholischer Bischof von Shinyanga.

## Leben
Aloysius Balina empfing am 27. Juni 1971 das Sakrament der Priesterweihe für das Bistum Shinyanga. Er war als Priester von 1971 bis 1975 in Buhangija, Shinyanga, Salawe, Bugisi, Chamgasa und Malili tätig. Von 1975 bis 1983 war er Rektor des St. Pius Seminary in Makoko in Tansania und 1983/84 Pfarrer der Stadt Shinyanga.
Am 8. November 1984 ernannte ihn Papst Johannes Paul II. zum Bischof von Geita. Der Papst selbst spendete ihm am 6. Januar 1985 die Bischofsweihe; Mitkonsekratoren waren die Kurienerzbischöfe Eduardo Martínez Somalo, Offizial im Staatssekretariat des Heiligen Stuhls, und Duraisamy Simon Lourdusamy, Sekretär der Kongregation für die Evangelisierung der Völker. Nach ihm wurde die Aloysius-Balina-Schule in Geita benannt.
Am 8. August 1997 ernannte ihn Johannes Paul II. zum Bischof von Shinyanga. Zudem war er bis 2000 Administrator von Geita.
Er war Gründer und der erste Vorsitzende der Christian Social Services Commission (CSSC). Er war bis zu seinem Tode Vorsitzender des TEC Health Department (seit 1985), Vorsitzender des Bugando Medical Centre (seit 1985), Vorsitzender des Bugando College of Health Science (seit 2000), Kommissar für TACAIDS (2002/04) sowie Vorsitzender der Beratung und Entwicklung Limited (CdCO) (seit 2005).